# Carlos Adriano de Jesus Soares
Carlos Adriano de Jesus Soares (10 de abril de 1984 - 8 de julio de 2007) fue un futbolista brasileño que se desempeña como delantero.
Jugó para clubes como el Coritiba, Kyoto Purple Sanga, Yokohama FC y Palmeiras.

## Trayectoria

### Clubes
| Club               | País   | Año         |
| ------------------ | ------ | ----------- |
| Coritiba           | Brasil | 2004        |
| Kyoto Purple Sanga | Japón  | 2005 - 2006 |
| Yokohama FC        | Japón  | 2006        |
| Palmeiras          | Brasil | 2007        |